# Karel Hanika
Karel Hanika (* 14. dubna 1996 Brno) je český motocyklový závodník. Studoval na Základní škole Bakalovo nábřeží 8, Brno. V letech 2014 – 2017 jezdil v Mistrovství světa silničních motocyklů (MotoGP).
Se závoděním začal ve svých šesti letech. První velké úspěchy se dostavily v sezóně 2005, kdy Hanika obsadil celkové 1. místo v Přeboru ČR v kategorii Junior A a zároveň 1. místo v Mistrovství Rakouska, taktéž v kategorii Junior A. V motocyklové sezóně 2008 se stal vicemistrem Evropy ve třídě Junior B a Přeborníkem ČR ve stejné třídě. V sezóně 2009 přestoupil do minibikové třídy MINI/MIDI 40 a premiérově naskočil i do seriálu Alpe Adria, třídy 125GP Junior.
V roce 2012 se Karel Hanika stal stálým účastníkem motocyklového podniku Red Bull ROOKIES CUP, který je juniorkou pro seriál závodů MOTO-GP. V této své premiérové sezóně obsadil vynikající celkové 3. místo.
V roce 2013 se stává mistrem Red Bull Rookies Cupu.
V letech 2014–2015 působil jako jezdec v moto3 u týmu Red Bull KTM Ajo.
V roce 2016 se účastnil závodů Španělského mistrovství světa moto3 – Fim Cev Repsol s týmem Freudenberg Racing, se kterým dostal divokou kartu pro závod v Brně.
V roce 2017 získal divokou kartu pro závod v Brně třídy moto2 s týmem Willirace.
V roce 2018 sbíral zkušenosti s týmem Guandalili Racing v USA na okruhu Laguna Seca v mistrovství světa Superbike.
V letech 2018–2019 závodí ve vytrvalostních závodech s týmem Mercury Racing BMW.

## Statistiky kariéry

### Red Bull MotoGP Rookies Cup

#### Jednotlivé závody
| Legenda k tabulce | Legenda k tabulce                                                                       |
| Barva             | Výsledek                                                                                |
| ----------------- | --------------------------------------------------------------------------------------- |
| Zlatá             | Vítěz                                                                                   |
| Stříbrná          | 2. místo                                                                                |
| Bronzová          | 3. místo                                                                                |
| Zelená            | Bodované umístění                                                                       |
| Modrá             | Nebodované umístění                                                                     |
| Modrá             | Dokončil neklasifikován (NC)                                                            |
| Fialová           | Odstoupil (Ret)                                                                         |
| Červená           | Nekvalifikoval se (DNQ)                                                                 |
| Červená           | Nepředkvalifikoval se (DNPQ)                                                            |
| Černá             | Diskvalifikován (DSQ)                                                                   |
| Bílá              | Nestartoval (DNS)                                                                       |
| Bílá              | Závod zrušen (C)                                                                        |
| Světle modrá      | Pouze trénoval (PO)                                                                     |
| Světle modrá      | Páteční testovací jezdec (TD)                                                           |
| Bez barvy         | Netrénoval (DNP)                                                                        |
| Bez barvy         | Vyřazen (EX)                                                                            |
| Bez barvy         | Nepřijel (DNA)                                                                          |
| Bez barvy         | Odvolal účast (WD)                                                                      |
| Bez barvy         | Nezúčastnil se (prázdné)                                                                |
| Označení          | Význam                                                                                  |
| Tučnost           | Pole position                                                                           |
| Kurzíva           | Nejrychlejší kolo                                                                       |
| †                 | Jezdec nedojel do cíle, ale byl klasifikován, protože odjel více než 90 % délky závodu. |
| ‡                 | Byl udělován poloviční počet bodů, protože bylo odjeto méně než 75 % délky závodu.      |
| Horní index       | Umístění bodujících jezdců ve sprintu                                                   |

| Sezóna | 1         | 2        | 3       | 4       | 5        | 6       | 7         | 8         | 9       | 10      | 11        | 12       | 13      | 14        | 15      | Pos | Pts |
| ------ | --------- | -------- | ------- | ------- | -------- | ------- | --------- | --------- | ------- | ------- | --------- | -------- | ------- | --------- | ------- | --- | --- |
| 2012   | JER 1 Ret | JER 2 16 | EST 1 3 | EST 2 3 | SIL 1 10 | SIL 2 3 | ASS 1 6   | ASS 2 Ret | SAC 1 3 | SAC 2 9 | BRN 1 1   | BRN 2 16 | MIS 1   | ARA 1 5   | ARA 2 1 | 3rd | 162 |
| 2013   | AME 1 2   | AME 2 1  | JER 1 2 | JER 2 2 | ASS 1 1  | ASS 2 1 | SAC 1 Ret | SAC 2 1   | BRN 1   | SIL 1 1 | SIL 2 Ret | MIS Ret  | ARA 1 1 | ARA 2 Ret |         | 1st | 235 |

### Mistrovství světa silničních motocyklů

#### Za sezóny
| Sezóna | Třída | Motocykl | Závodů | Vítězství | Podium | Pole pos. | Nej. kol | Bodů | Umístění |
| ------ | ----- | -------- | ------ | --------- | ------ | --------- | -------- | ---- | -------- |
| 2014   | Moto3 | KTM      | 18     | 0         | 0      | 0         | 0        | 44   | 18th     |
| 2015   | Moto3 | KTM      | 18     | 0         | 0      | 0         | 0        | 43   | 18th     |
| 2016   | Moto3 | Mahindra | 4      | 0         | 0      | 0         | 0        | 0*   | NC*      |
| Total  |       |          | 37     | 0         | 0      | 0         | 0        | 87   |          |

* Aktuální sezóna.

#### Jednotlivé závody
| Sezóna | Třída | Motocykl | 1      | 2      | 3       | 4       | 5       | 6      | 7       | 8       | 9       | 10     | 11     | 12      | 13      | 14      | 15     | 16     | 17      | 18      | Pos  | Bodů |
| ------ | ----- | -------- | ------ | ------ | ------- | ------- | ------- | ------ | ------- | ------- | ------- | ------ | ------ | ------- | ------- | ------- | ------ | ------ | ------- | ------- | ---- | ---- |
| 2014   | Moto3 | KTM      | QAT 14 | AME 10 | ARG Ret | SPA 19  | FRA Ret | ITA 10 | CAT 14  | NED Ret | GER Ret | IND 13 | CZE 15 | GBR 12  | RSM Ret | ARA 23  | JPN 12 | AUS 13 | MAL 9   | VAL 10  | 18th | 44   |
| 2015   | Moto3 | KTM      | QAT 13 | AME 10 | ARG 7   | SPA 22  | FRA 20  | ITA 28 | CAT Ret | NED 8   | GER 13  | IND 12 | CZE 26 | GBR Ret | RSM 21  | ARA Ret | JPN 8  | AUS 14 | MAL Ret | VAL Ret | 18th | 43   |
| 2016   | Moto3 | Mahindra | QAT 30 | ARG 24 | AME Ret | SPA Ret | FRA     | ITA    | CAT     | NED     | GER     | AUT    | CZE    | GBR     | RSM     | ARA     | JPN    | AUS    | MAL     | VAL     | NC*  | 0*   |

* Aktuální sezóna.